# 沙雅县工业集中区
沙雅县工业集中区，是中华人民共和国新疆维吾尔自治区阿克苏地区沙雅县下辖的一个类似乡级单位。

## 行政区划
沙雅县工业集中区下辖以下地区：工业集中区虚拟社区。